# Bear vs. Shark
Bear vs. Shark là một ban nhạc post-hardcore người Mỹ thành lập tại Highland, Michigan. Ban nhạc thành lập năm 2001 và tan rã năm 2005 sau khi phát hành một EP và hai album phòng thu qua Equal Vision Records.

## Thành viên
Các thành viên của nhóm đã biết nhau từ khi còn bé hay ít nhất là từ trước khi đi học. Ban nhạc thực sự thành lập khi họ đang học đại học và mỗi người theo đuổi một dự án riêng. Tay trống Brandon Moss sau khi rời ban nhạc đã được thay thế bởi Ashley Horak. Frodus liệt kê The Clash, Fugazi, và Motown là những nghệ sĩ chính ảnh hưởng lên họ.
Ban đầu, ban nhạc gửi demo đến Equal Vision Records và lập tức nhận được lời mời ký hợp đồng. Sau khi phát hành Right Now You're in the Best of Hands..., ban nhạc lưu diễn khắp nước Mỹ và mở màn cho các nghệ sĩ lớn như Coheed and Cambria.
Đội hình cuối cùng
- Marc Paffi – hát chính, guitar, keyboard
- Derek Kiesgen – guitar, bass
- Mike Muldoon – guitar, bass, keyboard
- John Gaviglio – guitar, bass, hát nền
- Ashley Horak – trống

Thành viên khác
- Brandon Moss – trống

## Đĩa nhạc
| Tiêu đề | Ngày phát hành      | Tiêu đề              |
| --- | ------------------- | -------------------- |
| 1653 (EP) | 2001                | Tự phát hành         |
| Right Now, You're in the Best of Hands. And If Something Isn't Quite Right, Your Doctor Will Know in a Hurry | 22 tháng 7 năm 2003 | Equal Vision Records |
| Terrorhawk                                                                                                   | 14 tháng 6 năm 2005 | Equal Vision Records |

## Video âm nhạc
- Catamaran (2005)